# Stenoscepa maxima
Stenoscepa maxima är en insektsart som först beskrevs av Kevan, D.K.M. 1948.  Stenoscepa maxima ingår i släktet Stenoscepa och familjen Pyrgomorphidae. Inga underarter finns listade i Catalogue of Life.